# Jemen
Jemen, plným názvem Jemenská republika, je stát v jihozápadní Asii na Blízkém východě. Nachází se na jihu Arabského poloostrova, na severu sousedí se Saúdskou Arábií, na severovýchodě s Ománem, na východě s jihovýchodní částí Arabského moře, na jihu s Adenským zálivem a na západě s Rudým mořem a přes Africký roh sdílí námořní hranice s Džibutskem, Eritreou a Somálskem. Území je převážně vysoko položené, jih a západ jsou velmi hornaté, na východě a severovýchodě hory přecházejí do pouštní náhorní plošiny; panuje zde horké pouštní klima, avšak díky nadmořské výšce o něco chladnější než v okolních zemích. Jemen se dělí na 21 guvernorátů, na ploše 456 000  km² žije asi 41 milionů obyvatel, je tak druhou největší zemí na Arabském poloostrově. Jeho ústavním hlavním a největším městem je Saná, mezi další významná města patří Taiz, Hudajda a Aden. Přes devadesát procent obyvatel jsou Arabové, největší menšinou jsou Somálci, úředním jazykem je arabština. Prakticky všichni obyvatelé jsou muslimové, z nichž 65 % jsou sunnité a 35 % zajdovci. 
Díky své geografické poloze je Jemen již více než 7 000 let křižovatkou mnoha civilizací. V roce 1200 př  n. l. vytvořili Sabejci prosperující obchodní království, které kolonizovalo části dnešní Etiopie a Eritreje. V roce 275 n. l. jej vystřídalo království Himjar, které se rozkládalo na velké části dnešního území Jemenu a bylo silně ovlivněno judaismem. Křesťanství přišlo ve čtvrtém století a po něm se v sedmém století začal rychle šířit islám. Od svého obrácení k islámu se Jemen stal centrem islámské vzdělanosti a jemenská vojska hrála klíčovou roli při raných islámských výbojích. Velká část jemenské architektury se dochovala až do moderní doby. Po staletí byl hlavním producentem kávy vyvážené z přístavu Mocha (odtud turecká mokka) . Mezi 9. a 16. stoletím se objevily různé dynastie, v 19. století byla země rozdělena mezi Osmanskou a Britskou říši. Po první světové válce vzniklo Jemenské království, které se v roce 1962 po převratu stalo Jemenskou arabskou republikou (Severní Jemen). V roce 1967 se z britského Adenského protektorátu stala nezávislá Jemenská lidově demokratická republika (Jižní Jemen), první a jediný oficiálně socialistický stát v arabském světě. V roce 1990 se oba jemenské státy spojily a vytvořily moderní Jemenskou republiku, jejímž prvním prezidentem byl až do své rezignace v roce 2012 v důsledku arabského jara Alí Abdalláh Sálih.
Od roku 2011 procházel Jemen politickou krizí, která se vyznačovala pouličními protesty proti chudobě, nezaměstnanosti, korupci a plánu prezidenta Sáliha změnit jemenskou ústavu a zrušit omezení délky prezidentského mandátu. V roce 2014 zemi zachvátila stále trvající občanská válka, v níž o vládu soupeří několik subjektů, včetně mezinárodně uznávané vlády a hnutí Hútíů. Tento konflikt, do něhož jsou zapojeny různé zahraniční mocnosti, vedl k vážné humanitární krizi.
Jemen je unitární prozatímní republikou. Je jednou z nejméně rozvinutých zemí na světě, která se potýká se značnými překážkami udržitelného rozvoje, a je jednou z nejchudších zemí Blízkého východu a severní Afriky. V roce 2019 Organizace spojených národů uvedla, že Jemen má nejvyšší počet lidí, kteří potřebují humanitární pomoc, a to přibližně 24 milionů osob, což představuje téměř 75 % jeho obyvatel. V roce 2020 se Jemen umístil nejvýše v indexu křehkých států a na druhém místě v globálním indexu hladu, přičemž ho předstihla pouze Středoafrická republika. K roku 2024 je Jemen podle světového indexu míru považován za nejméně mírumilovnou zemi na světě. V indexu lidského rozvoje zaujímá 184. místo, což je nejhorší umístění ze všech neafrických zemí. Je jednou z nejzranitelnějších zemí světa vůči globálnímu oteplování a patří mezi nejméně připravené na zvládání jejích dopadů. Jemen je členem Organizace spojených národů, Hnutí nezúčastněných zemí, Ligy arabských států a Organizace islámské spolupráce.

## Dějiny

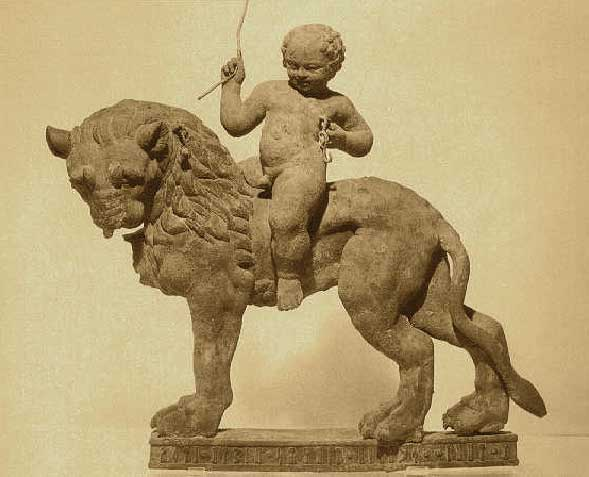
Jemenská plastika z roku 75 př. n. l.

Území Jemenu bylo během historie pod vládou mnoha říší a království. Nejznámější je říše Sabejská, která ovládala území mezi lety 750 před n. l. – 115 n. l. Počátkem prvního tisíciletí př. n. l. se v Jemenu rozvíjel trh s kadidlem a myrhou, které se dostávaly až do západního světa. S rozvojem trhu vznikly dvě obchodní trasy: významnější z nich lemovala okraj pouště, druhá vedla přes hornatou vysočinu. Kvůli ochraně první trasy založili Sábové svoji metropoli v Máribu a kvůli dohledu nad druhou cestou opevnili osadu Saná. V roce 631 ovládl území Mohamed a začal se zde šířit islám. Beduíni kmene Banu Maqtil z Jemenu se v 11. století usadili v severní Africe a přispěli k arabizaci Maghrebu, část jich migrovala na jih až do dnešní Mauritánie. Obyvatelé pobřežního Hadramautu migrovali za prací a obchodem na východoafrické pobřeží a do jihovýchodní Asie, kde se v 19. století hojně usazovali v Singapuru, Malajsii a Indonésii.
V 16. století se Jemen stal součástí Osmanské říše. První osmanská okupace skončila v 17.  století. V polovině 19. století začala druhá osmanská okupace, kdy Turkové obsadili většinu severu a ustanovili Saná jako hlavní město. Osmané drželi své území do roku 1918 /do konce první světové války/. Po vyhnání Turků připadl severozápadní Jemen islámským vůdcům (imámům). Na tomto území bylo vyhlášeno samostatné Jemenské království.
Na počátku 19. století se v jižní Arábii objevily britské zájmy. V roce 1839 zabrali Britové strategický přístav Aden, který leží na jihu Jemenu a je největším přístavem v zemi. Kdo kontroluje tento přístav, kontroluje spojení mezi Rudým mořem a Indickým oceánem (nejsnazší lodní spojení mezi Evropou a Indií). Aden se stal v roce 1937 britskou korunní kolonií a později byla pod správou Britů vytvořena Jihoarabská unie. Britští vojáci opustili Jižní Jemen v roce 1967 a poté byla vyhlášena Jihojemenská lidová republika. V roce 1970 byl název státu změněn na Jemenská lidově demokratická republika.

### Sjednocení země

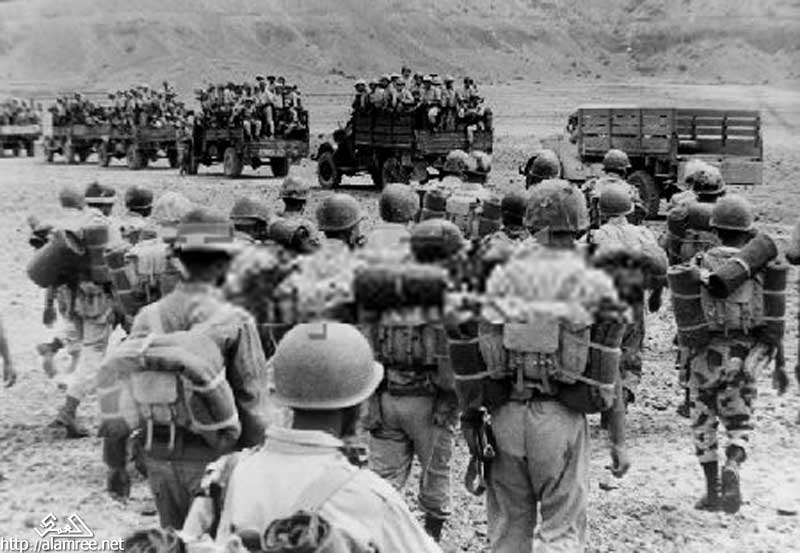
Egyptská vojenská intervence v severním Jemenu v roce 1962

Poté, co byl v roce v severozápadním Jemenu svržen poslední imám, postupně v zemi sílila opozice proti monarchii a v roce 1962 zde byla vojenským převratem vyhlášena Jemenská arabská republika /zkráceně Severní Jemen/. Následovala občanská válka. Na jejím konci v roce 1967 vznikla na jihu země Jemenská lidově demokratická republika (zkráceně Jižní Jemen). Její vláda byla silně komunisticky zaměřená. V roce 1972 došlo k první jemenské válce a byla podepsána smlouva o sjednocení obou zemí. Mírové soužití dvou Jemenů trvalo jen krátce a v roce 1979 došlo k ozbrojenému konfliktu mezi Severním a Jižním Jemenem. Po konfliktu představitelé obou Jemenů usedli k jednacímu stolu. Po kolapsu celého východního bloku došlo k sjednocení obou Jemenů a 22. května 1990 byla vyhlášena jednotná Jemenská republika. Motivem ke sjednocení byla také ropná naleziště, která se nacházejí na hranici mezi oběma zeměmi. Nespokojenost politické reprezentace jihu s podílem na vládě a způsobem přerozdělování ekonomického bohatství vyústila v ozbrojené střety mezi jihojemenskou a severojemenskou armádou, které se do té doby nespojily, a v roce 1994 došlo k vypuknutí skutečné občanské války, kdy se bývalý Jižní Jemen pokusil znovu osamostatnit. Převážná část konfliktu se odehrávala na území jižního Jemenu. Během konfliktu získávala jižní armáda finanční i mediální podporu z okolních zemí, především ze Saúdské Arábie, která viděla silného rivala ve sjednoceném Jemenu.Jižní Jemen byl poražen a byla vydána nová ústava. Podle ní je v čele státu prezident a vládu vede ministerský předseda. V době podepsání ústavy byl prezident ze Severního Jemenu a ministerský předseda z Jižního Jemenu. Jemen je podle ústavy pluralitní republika s více politickými stranami. Po sjednocení bylo dohodnuto přenesení hlavního města z Adenu do Saná.

### Rozpad země a saúdská vojenská intervence

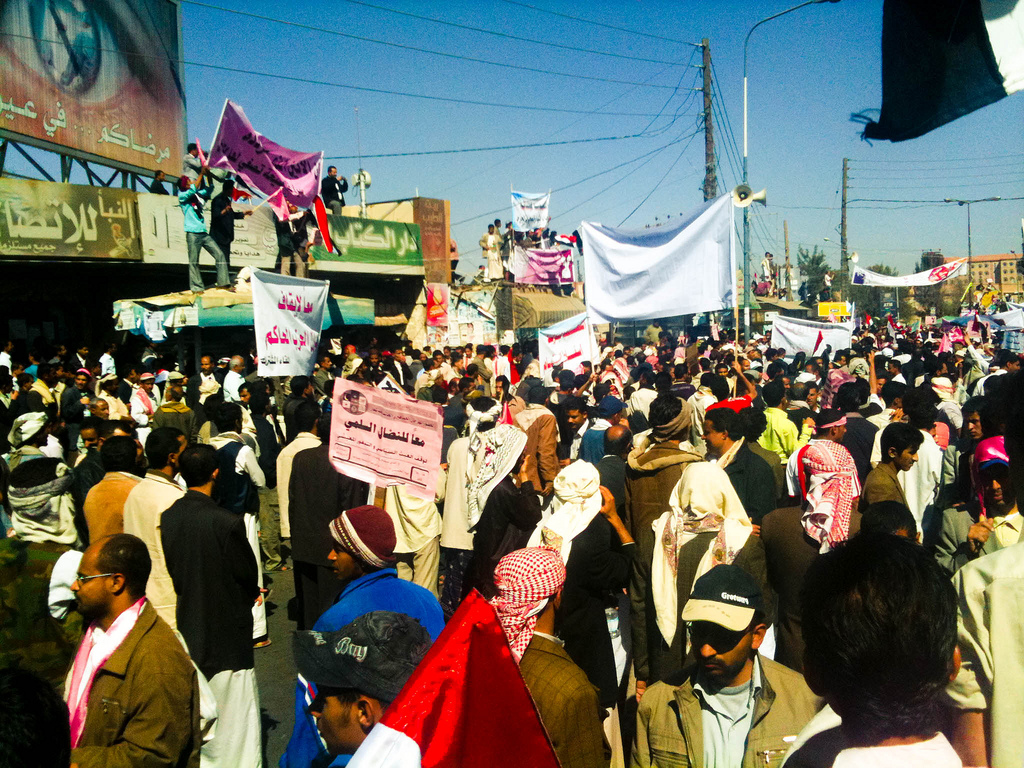
Protesty ve městě Saná, 3. února 2011

Od konce roku 2010 až do současnosti probíhaly nebo probíhají protesty, nepokoje, povstání a revoluce ve většině arabských států, které jsou označovány jako „arabské jaro“. V Jemenu vedly rozsáhlé protesty k ozbrojenému povstání, země se dostala na pokraj občanské války. Prezident Alí Abdalláh Sálih byl při protestech zraněn a přislíbil rezignaci. Na počátku roku 2012 pak skutečně předal vládu do rukou viceprezidenta Abd Rabu Mansur Hadiho. Ten následně zahájil rozhovory o nové ústavě s politickou opozicí a různými segmenty občanské společnosti, stejně jako s šíitskými Hútíi, kteří ovládají část severního Jemenu, a separatisty z jižních oblastí země. Hadí také reformoval jemenskou armádu, z níž odstranil příbuzné bývalého prezidenta Sáliha.

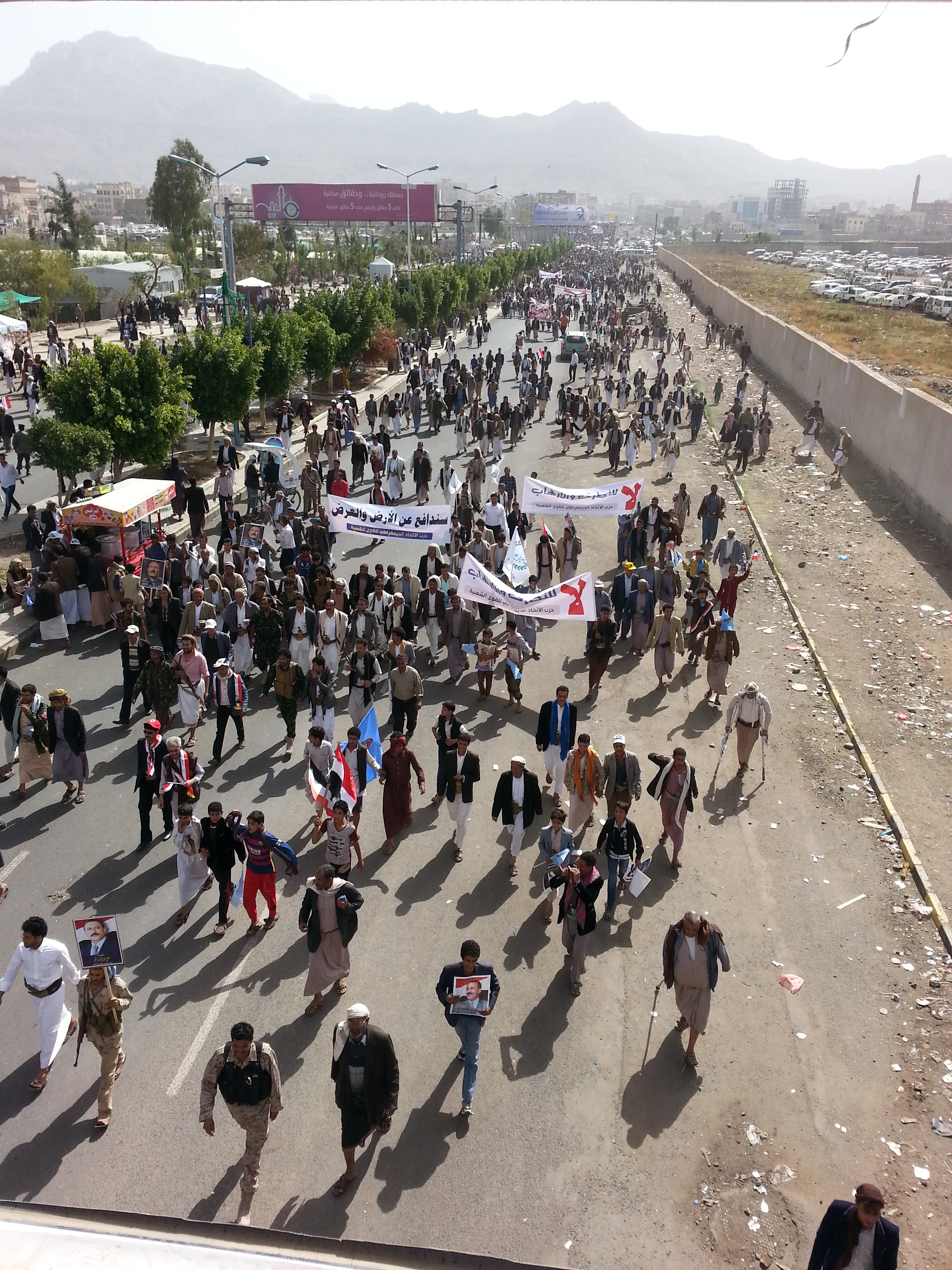
Jemenci v Saná protestují v březnu 2016 proti náletům saúdskoarabské koalice

Po vyhrocení situace v roce 2012, kdy se k nenásilným protestům připojily ozbrojené jednotky šíitského hnutí al-Húthí, jehož bojovníci pocházeli z řad zajdovských kmenových svazů, se do vývoje událostí zapojila Saúdská Arábie. U jižní hranice s Jemenem se soustředil početný saúdskoarabský kontingent a oblasti s šíitským obyvatelstvem byly ostřelovány z houfnic. Od dubna 2014 saúdské královské letectvo s různou intenzitou bombardovalo mnohé lokality v Jemenu – často bez ohledu na jejich vojenský význam. Nejednou šlo o uprchlické tábory nebo také nemocnice organizace Lékaři bez hranic. V roce 2015 se situace v Jemenu definitivně vymkla jakékoliv kontrole a změnila se v nepřehlednou kmenovou válku, jež se odehrává za značného nezájmu světa. Ozbrojené ovládnutí hlavního města Saná a dalších území Jemenu šíitskou povstaleckou skupinou Hútíů donutilo prezidenta Hádího k odchodu do Saúdské Arábie, odkud v současné chvíli působí jemenská exilová vláda. Situace v zemi využívá ke svému posílení Al-Kájda Arabského poloostrova. Konflikt v Jemenu vyčerpává země Perského zálivu. Na straně uprchlého prezidenta Hádiho stojí sunnitské státy, na straně Hútiů šíitský režim v Íránu.

Aktuální (k březnu 2025) politická a vojenská kontrola v probíhající jemenské občanské válce:
pod kontrolou jemenské vlády (od dubna 2022 pod vedením prezidentské rady) a spojenců
pod kontrolou Hútiů a jejich Nejvyšší politické rady
pod kontrolou Přechodné jižní rady, kterou podporují Spojené arabské emiráty
pod kontrolou Ansar al-Šaría (Al-Káida)
pod kontrolou elitních jednotek Hadrami
pod kontrolou Síly národního odporu Tareka Sáliha

V březnu 2015 napadla Saúdská Arábie bez mandátu Rady bezpečnosti OSN – v rámci operace Rozhodující útok za logistické a politické podpory tří zemí NATO – Spojených států, Francie a Velké Británie – sousední Jemen. Strategicky velice důležitou oblastí Jemenu je jihozápadní pobřeží, kde se nachází pouze 27 km široká úžina Bab al-Mandab, která odděluje Arabský poloostrov od Afriky. Touto úžinou proplouvají ropné tankery, které přepravují surovou ropu z Perského zálivu přes Suezský průplav do Středozemního moře a dále do Evropy. Na břehu této úžiny v malé africké zemi Džibutsko si vybudovaly stálé vojenské základny Spojené státy, Francie, Německo, Japonsko a Čína, které odtud kontrolují provoz ropných tankerů. Saúdové zahájili svou intervenci s koalicí dalších zemí, například Spojených arabských emirátů, Kuvajtu, Bahrajnu, Súdánu. Válka, kterou vede Saúdská Arábie v Jemenu – ve vzduchu i na zemi – je ve světových médiích zmiňována velmi zřídka, nebo jako nepodstatná záležitost. Jemenu hrozí, stejně jako v případě Libye, že se propadne na úroveň státu, ve kterém již neexistuje žádná ústřední vláda, což je potřebným základem pro teroristické milice. Válčící strany v Jemenu vyzbrojuje také Česká republika. Některé západní zbraně se dostaly do rukou teroristické organizace Al-Káida na Arabském poloostrově, která bojuje v saúdskoarabské koalici proti jemenským šíitům.
Od roku 2014 válka připravila o život téměř 400 000 Jemenců. V důsledku vojenského konfliktu a blokády ze strany Saúdské Arábie postihl zemi hladomor, který si vyžádal životy více než 85 000 jemenských dětí. Jemen také zasáhla epidemie cholery. Generální tajemník OSN António Guterres vyzval dne 2. listopadu 2018 všechny válčící strany k okamžitému ukončení bojů v Jemenu. Navzdory tomu arabská koalice v čele se Saúdskou Arábií oznámila, že zaútočila na objekty využívané šíitskými povstalci.
Dne 4. prosince 2017 byl sesazený a bývalý prezident Alí Abdulláh Sálih, obviněný z velezrady, zavražděn Hútíi, když se pokoušel uprchnout před střety mezi hútíjskými a prosálihovskými silami poblíž povstalci ovládané Saná. Po ztrátě podpory koalice vedené Saúdskou Arábií odstoupil jemenský prezident Abd Rabbú Mansúr Hádí a v dubnu 2022 se moci ujala prezidentská rada.
Po vypuknutí války v Gaze začali Hútíové odpalovat rakety na Izrael a útočit na lodě u jemenského pobřeží v Rudém moři, což je podle nich projev solidarity s Palestinci a cílem je usnadnit vstup humanitární pomoci do pásma Gazy.
V červnu 2024 vyvíjela STC podporovaná Spojenými arabskými emiráty tlak na pronájem mezinárodního přístavu Aden společnosti Abu Dhabi Ports. Proti tomuto kroku se postavil parlament a veřejnost. Ve společném prohlášení 24 členů Rady Šúra vyjádřilo kategorické odmítnutí smlouvy o pronájmu. Podle ekonomů se Spojené arabské emiráty snaží ovládnout adenský přístav a omezit jeho činnost, aby si zachovaly vlastní přístavy. Adenský guvernér Tárik Salám rovněž uvedl, že cílem pokusu o pronájem je znehodnotit adenský přístav a vzít mu mezinárodní námořní status. Adenský mezinárodní přístav v roce 2012 ukončil smlouvu o správě dvou kontejnerových terminálů s Dubai Ports World kvůli ekonomickému poklesu a neplnění závazků.

## Státní symboly

### Vlajka
Jemenská vlajka je tvořena listem o poměru stran 2:3 se třemi vodorovnými pruhy – červeným, bílým a černým.

### Znak
Jemenský státní znak je tvořen zlatým saladinovým orlem, jenž na své hrudi nese štít, na kterém je zobrazena hráz starověké maribské přehrady a její vodní hladiny nad kterou se nachází větévka kávovníku. Orel nese v pařátech zlatou stuhu s arabským nápisem لجمهورية اليمنية (česky Jemenská republika). Pod křídly orla se nachází dvojice zkřížených jemenských vlajek.

## Geografie

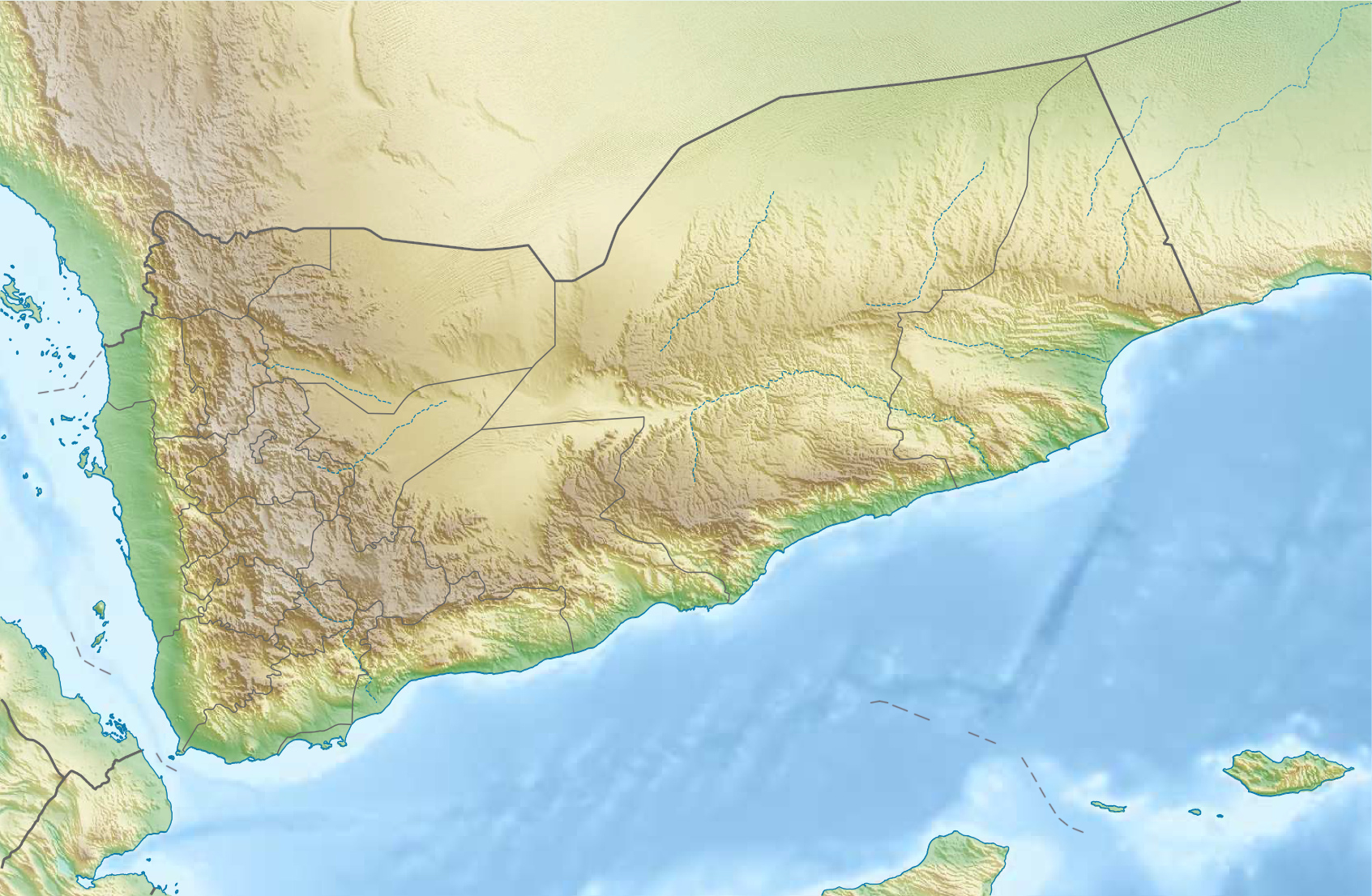
Fyzická mapa Jemenu

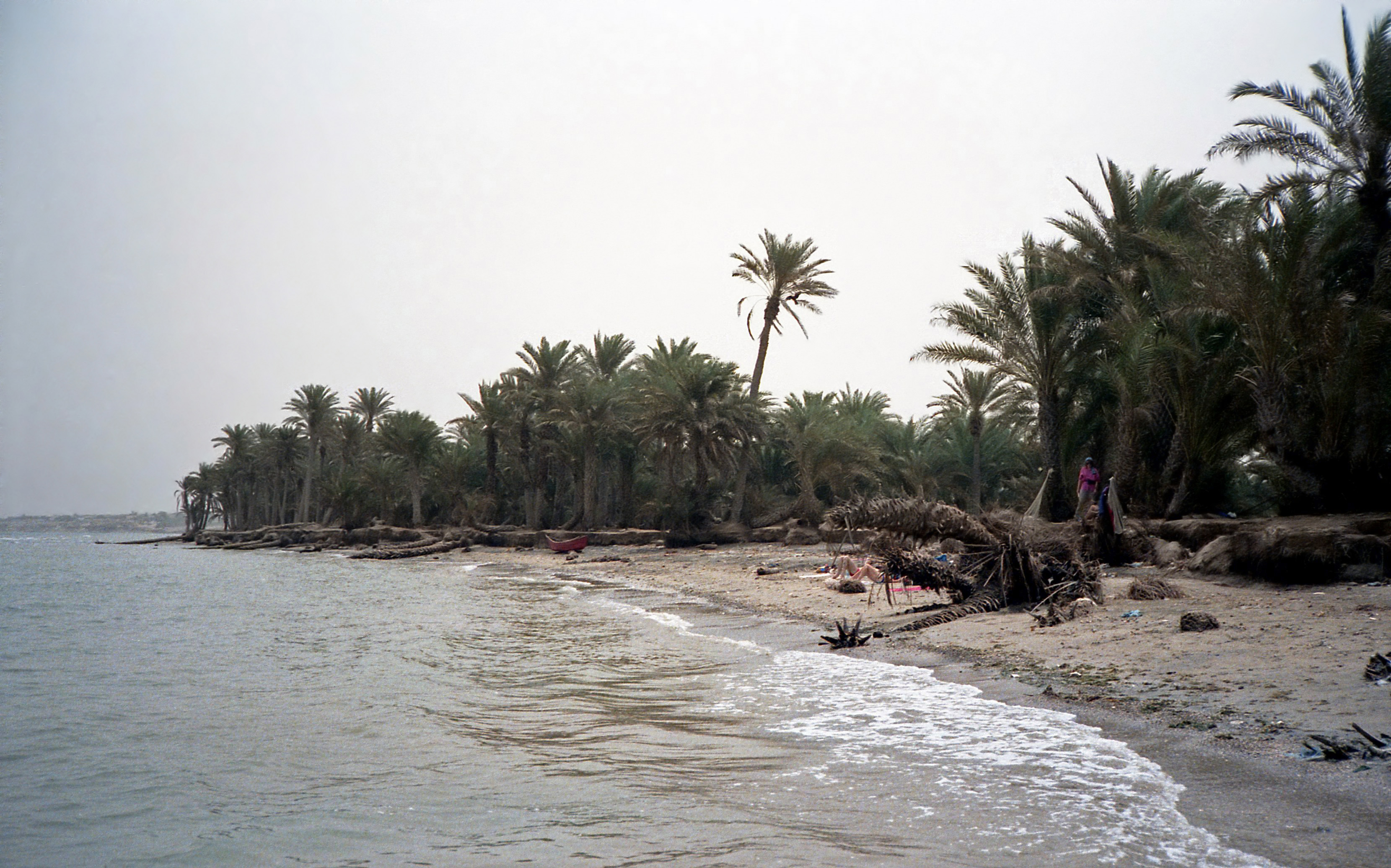
Tiháma

Jemen leží v Jihozápadní Asii na nejjižnějším cípu Arabského poloostrova. Na severu sousedí se Saúdskou Arábií a na východě s Ománem. Ze západu je obklopen Rudým mořem a z jihu Indickým oceánem, respektive Adenským zálivem a na jihovýchodě také částečně Arabským mořem. Nachází se tedy u jedné z nejatraktivnějších a nejfrekventovanějších námořních tras na světě. Jemen se rozkládá na celkové ploše 527 970 km², a to včetně ostrovů Perim na jižním konci Rudého moře a Sokotry, ležící na rozhraní mezi Adenským zálivem a Arabským mořem. V této rozloze je započítáno také sporné území Hanišských ostrovů ležících v Rudém moři, jež je sporným územím mezi Jemenem a Eritreou (viz níže). Pozemní hranice Jemenu je dlouhá 1 746 km, z toho 1 458 km zaujímá hranice se Saúdskou Arábií a 288 km s Ománem.
V severovýchodní části Jemenu se rozprostírá Arabská plošina, kterou převážně pokrývá Velká arabská poušť (Rub al-Chálí). V západní části země se nacházejí Jemenské hory, které tvoří nejjižnější část Saravátu - rozsáhlého horského pásma, jež pokračuje dále na sever až do severozápadní části Saúdské Arábie. Nachází se zde řada hor jejichž nadmořská výška přesahuje 3 000 m n. m., nejvyšším vrcholem Jemenu a celého Saravátu je Nabí Šu'ajb, který měří 3 666 m n. m. Pohoří se podél západního pobřeží Rudého moře prudce svažuje k úzké a dlouhé pobřežní nížině zvané Tiháma, kterou pokrývá nehostinná a velmi horká polopoušť. V horských oblastech se vyskytují četná vádí, respektive horské říčky, které se díky extrémně vysokým teplotám a výparu odpaří a nedotečou tedy do moře. Jen 3 % tvoří orná půda, 33 % pastviny, 4 % lesy a zbylých 60 % zaujímají především pouště a polopouště.
Jemen má 1 906 km dlouhé pobřeží, které omývají vody Rudého moře, Adenského zálivu a Arabského moře. Problém ovšem tkví v uznávání teritoriálních vod. Přestože mezinárodní dohody stanovují teritoriální vody států do 3 námořních mil od pobřežní čáry, Jemen si je nárokuje až do vzdálenosti 12 námořních mil (22 km) od pobřežní čáry a pásmo výlučné ekonomické zóny až do vzdálenosti 200 námořních mil (370 km).

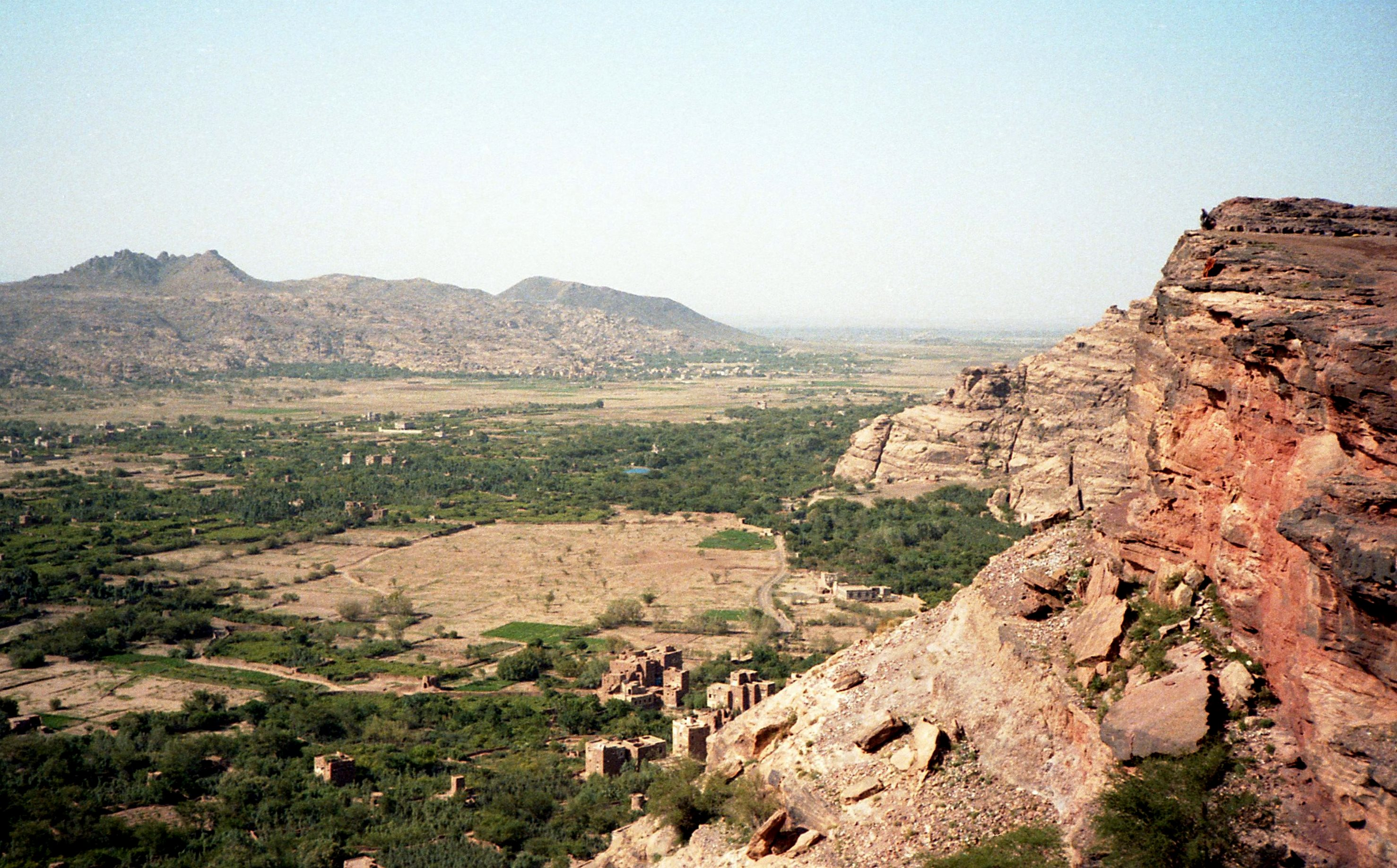
Vádí Dhar

Teploty jsou v Jemenu obecně velmi vysoké, a to především v pobřežních nížinách. V oblasti Tihámy, západní pobřežní nížiny, přesahují maximální teploty 50 °C ve stínu a vlhkost vzduchu se zde pohybuje mezi 50 až 70 procenty. V okolí Adenu se průměrné lednové teploty pohybují okolo 26 °C, v červnu tento průměr stoupá až na 33 °C. V Jemenských horách je v průběhu léta více srážek a průměrná teplota se v okolí hlavního města pohybuje kolem 20 °C. V zimě zde panuje mírné podnebí s průměrnými teplotami okolo 13 °C, nejnižší zimní teploty se v horách dostávají pod bod mrazu. Srážky jsou zde omezené, ovšem významným faktorem je zde výšková členitost, kdy v nejnižších oblastech vysočiny dosahují průměrné roční srážky okolo 100 mm za rok až po nejvyšší horské oblasti, kde průměrné roční srážky přesahují 1000 mm, což je nejvíce na celém Arabském poloostrově. Oproti tomu není neobvyklé, že v severních pouštních oblastech nejsou zaznamenané srážky několik let v kuse.
Za nejdůležitější přírodní zdroje Jemenu, lze jednoznačně považovat zásoby ropy a zemního plynu, objevené v 80. letech minulého století a nacházející se na západě země, stejně tak jako i většina průmyslové či zemědělské výroby. Mezi ostatní přírodní zdroje patří především ryby a mořské plody, kamenná sůl, mramor, fosfáty a menší ložiska černého uhlí, zlata, olova, niklu a mědi.

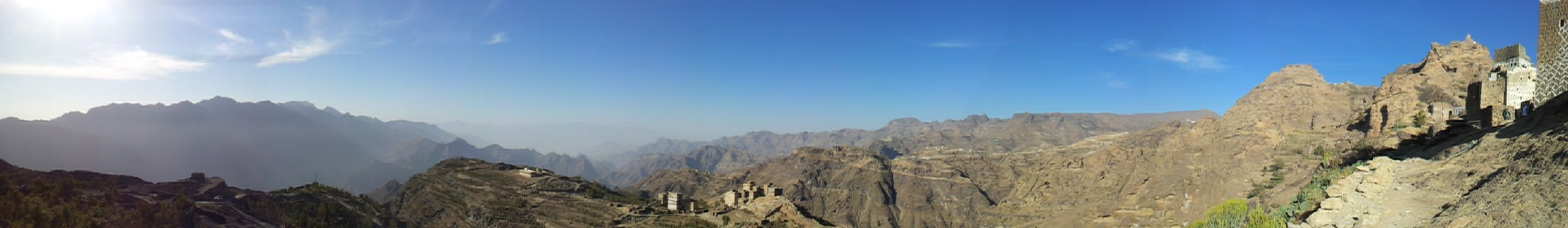
Hornatý region Haraz na západě Jemenu

## Politika

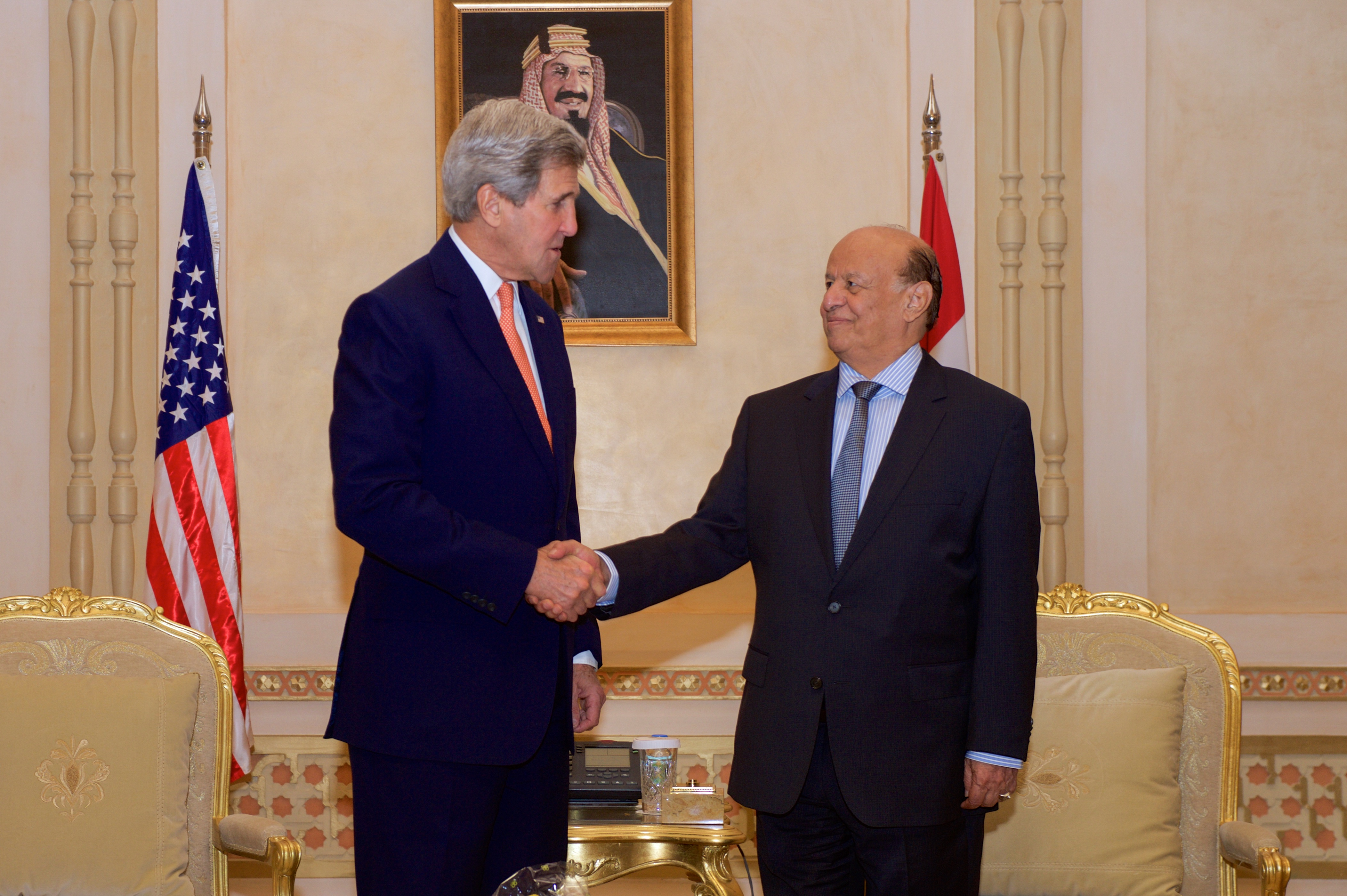
Jemenský prezident Hádí a americký ministr zahraničí John Kerry v saúdském Rijádu v květnu 2015

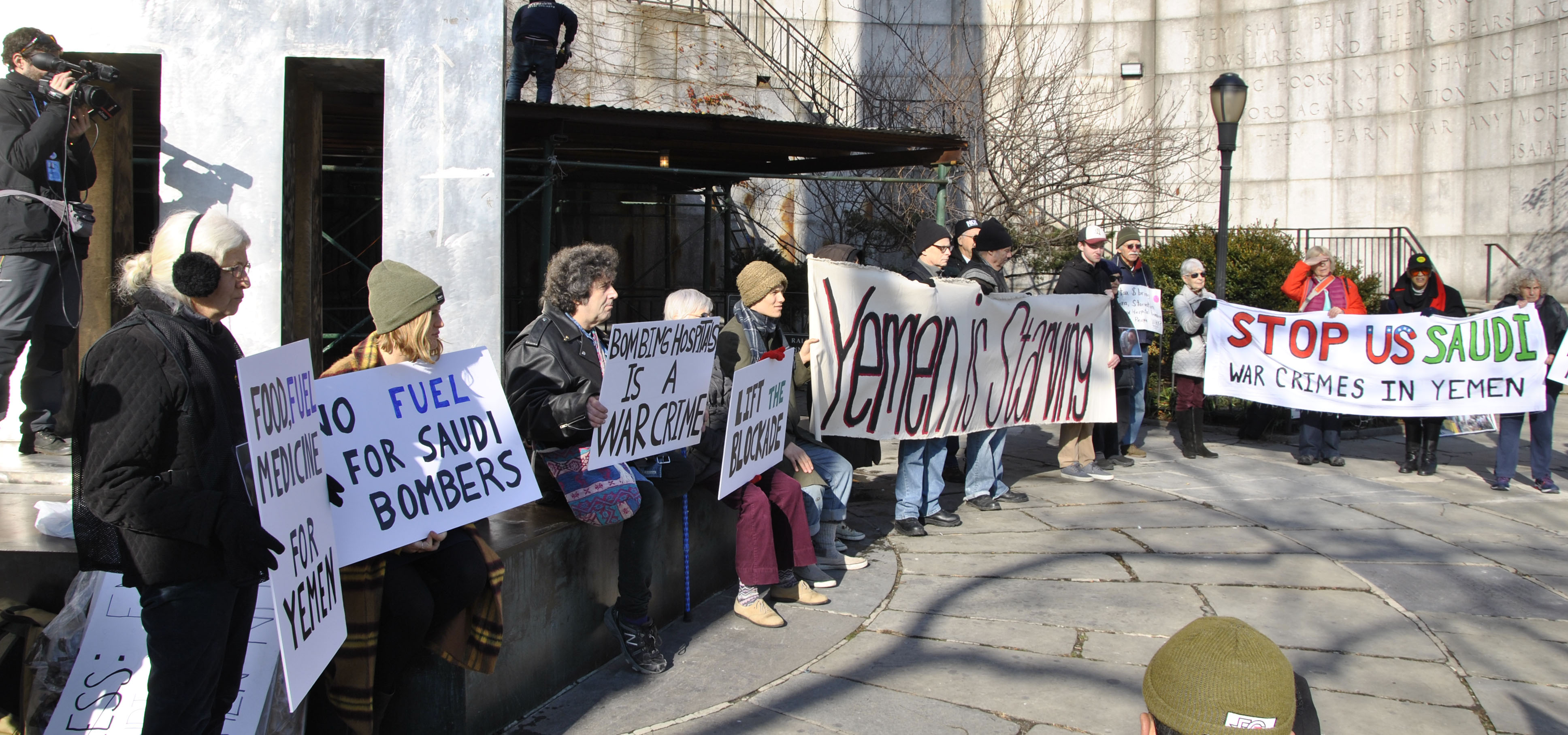
Protest proti vojenské intervenci v Jemenu v prosinci 2017

Politická situace v Jemenu je v důsledku převzetí moci Hútí nejistá. Ozbrojená skupina známá jako Hútíové nebo Ansar Alláh převzala kontrolu nad severojemenskou vládou a oznámila, že rozpustí parlament a ustaví „prezidentskou radu“, „přechodnou národní radu“ a „nejvyšší revoluční radu“, které budou zemi po přechodnou dobu řídit. Sesazený prezident Abd Rabú Mansúr Hádí však prohlásil, že je stále ve funkci, a pracuje na vytvoření konkurenční vlády v Adenu.
Před převratem se jemenská politika nominálně odehrávala v rámci poloprezidentské zastupitelské demokratické republiky. Hlavou státu je jemenský prezident, který je volen lidovým hlasováním z nejméně dvou kandidátů schválených parlamentem, zatímco v čele vlády stojí jemenský premiér, kterého jmenuje prezident.  Ačkoli se pomyslně jedná o systém více stran, ve skutečnosti je zcela ovládán jednou stranou, Všeobecným lidovým kongresem, a to již od sjednocení země. Výkonnou moc vykonává prezident a vláda. Zákonodárnou moc má vláda i Sněmovna reprezentantů. Soudní moc je teoreticky nezávislá, ve skutečnosti je však náchylná k zásahům ze strany výkonné moci.
Jemen je republika s dvoukomorovým zákonodárným sborem. Podle ústavy se o moc dělí volený prezident, volená 301členná Sněmovna reprezentantů a jmenovaná 111členná Rada šúra. Funkční období prezidenta je 7 let, volební období parlamentu 6 let. Volební právo je všeobecné od 18 let. 

### Ozbrojené síly
Ohniskem napětí celosvětového významu a současně místem regionálních ozbrojených konfliktů je Blízký východ. Tato skutečnost si vynucuje militarizaci regionu. Protože režimy zemí Blízkého východu se více než invaze cizích armád obávají invaze cizích idejí, nejsou nejelitnější jednotky jejich armád vyzbrojovány a cvičeny za účelem obrany národa proti hrozbě zvenčí, ale především za účelem obrany režimu před vlastní opozicí. Jednou ze specifických strategií některých zemí této oblasti, mezi něž patří i Jemen, je sjednávání externího dodávání služeb jednotkami regulérní armády spojeneckých zemí, které jsou přiřazovány jako součást nepříliš početné národní armády. Další rozšířenou strategií zemí Středního východu je také budování paralelních vojenských sil. Vznikají tak duální ozbrojené síly, mezi nimiž panuje rivalita a které spolu vzájemně soutěží o přízeň režimu. Jemen zbudoval rozsáhlé paralelní síly chránící osobu panovníka a jeho rodinu vycvičené Spojenými státy, které byly oficiálně určené pro boj s terorismem. Karel Černý ve své knize s názvem „Velká blízkovýchodní nestabilita“ uvádí, že pro jemenskou Politickou bezpečnost  (Political Security Organization) podřízenou přímo prezidentu Alí Abdalláhu Sálihovi, který z funkce odstoupil v souvislosti s událostmi Arabského jara na počátku roku 2012, pracovalo 150 tisíc lidí. Ve složení armádního velení Jemenu hraje výraznou roli regionální a kmenová příslušnost. Armádní velení je hluboce provázáno kmenovými vztahy, kde většina důstojníků pochází ze severu země.

### Administrativní dělení
V roce 2004 byl Jemen rozdělen na 21 guvernorátů (muhafazah, محافظة‎, množné číslo muhafazat, محافظات‎; tento výraz se do angličtiny obvykle překládá jako governorate, gubernie) a jeden samosprávný územní celek hlavního města . Průměrná rozloha provincie je 27 788 km2.
| Provincie        | Hlavní město | Populace (2004) | ISO 3166-2 | Kód na mapě |
| ---------------- | ------------ | --------------- | ---------- | ----------- |
| 'Adan            | Aden         | 589,419         | YE-AD      | 1           |
| 'Amran           | 'Amran       | 877,786         | YE-AM      | 2           |
| Abyan            | Zinjibar     | 433,819         | YE-AB      | 3           |
| Ad Dali'         | Ad-Dali'     | 470,564         | YE-DA      | 4           |
| Al Bayda'        | Bajdá        | 577,369         | YE-BA      | 5           |
| Al Hudaydah      | Hudajda      | 2,157,552       | YE-HU      | 6           |
| Al Jawf          | Al Jawf      | 443,797         | YE-JA      | 7           |
| Al Mahrah        | Al Ghaydah   | 88,594          | YE-MR      | 8           |
| Al Mahwit        | Al Mahwit    | 494,557         | YE-MW      | 9           |
| Amanat Al Asimah |              | 1,747,834       | YE-SA      | 10          |
| Dhamar           | Dhamar       | 1,330,108       | YE-DH      | 11          |
| Hadramaut        | Al Mukalla   | 1,028,556       | YE-HD      | 12          |
| Hajjah           | Hajjah       | 1,479,568       | YE-HJ      | 13          |
| Ibb              | Ibb          | 2,131,861       | YE-IB      | 14          |
| Lahij            | Lahij        | 722,694         | YE-LA      | 15          |
| Ma'rib           | Ma'rib       | 238,522         | YE-MA      | 16          |
| Raymah           | Al Jabin     | 394,448         | YE-RA      | 17          |
| Sa'ada           | Sa'ada       | 695,033         | YE-SD      | 18          |
| San'á            | Saná         | 919,215         | YE-SN      | 19          |
| Shabwah          | `Ataq        | 470,440         | YE-SH      | 20          |
| Ta'izz           | Taiz         | 2,393,425       | YE-TA      | 21          |
| Sokotra          | Hadibu       | 44,000          | YE-SU      | 22          |

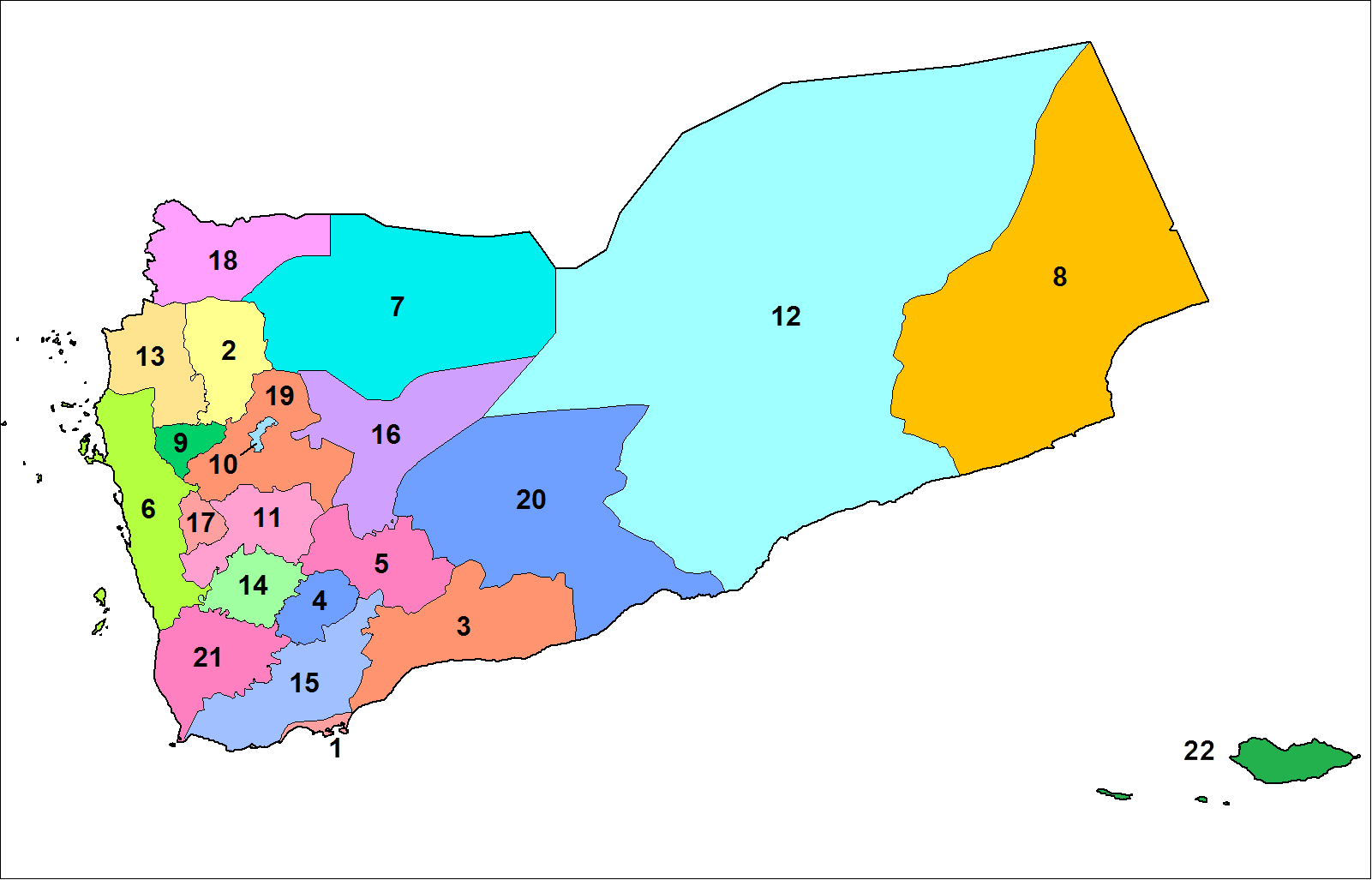
Provincie Jemenu

Provincie jsou dále rozděleny na 333 oblastí (muderiah), které jsou ještě dále rozděleny na 2210 podoblastí, ve kterých se celkem nachází 38 284 měst (roce 2001).

### Významná místa v Jemenu

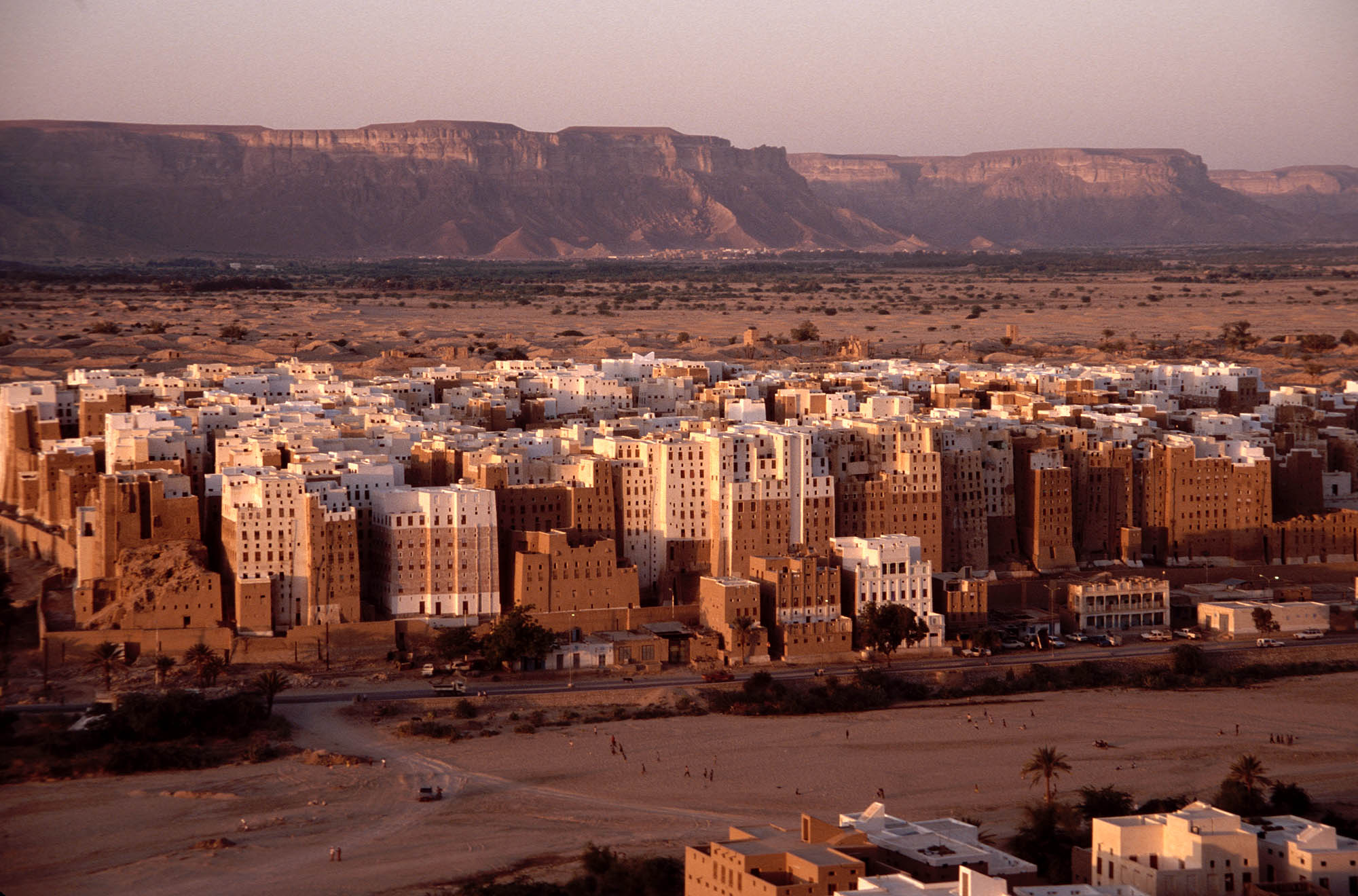
Šibám v údolí Hadramaut

- Saná – hlavní město
- Aden
- Al-Hudayda
- Zabid
- Šibam
- Sokotra

## Ekonomika

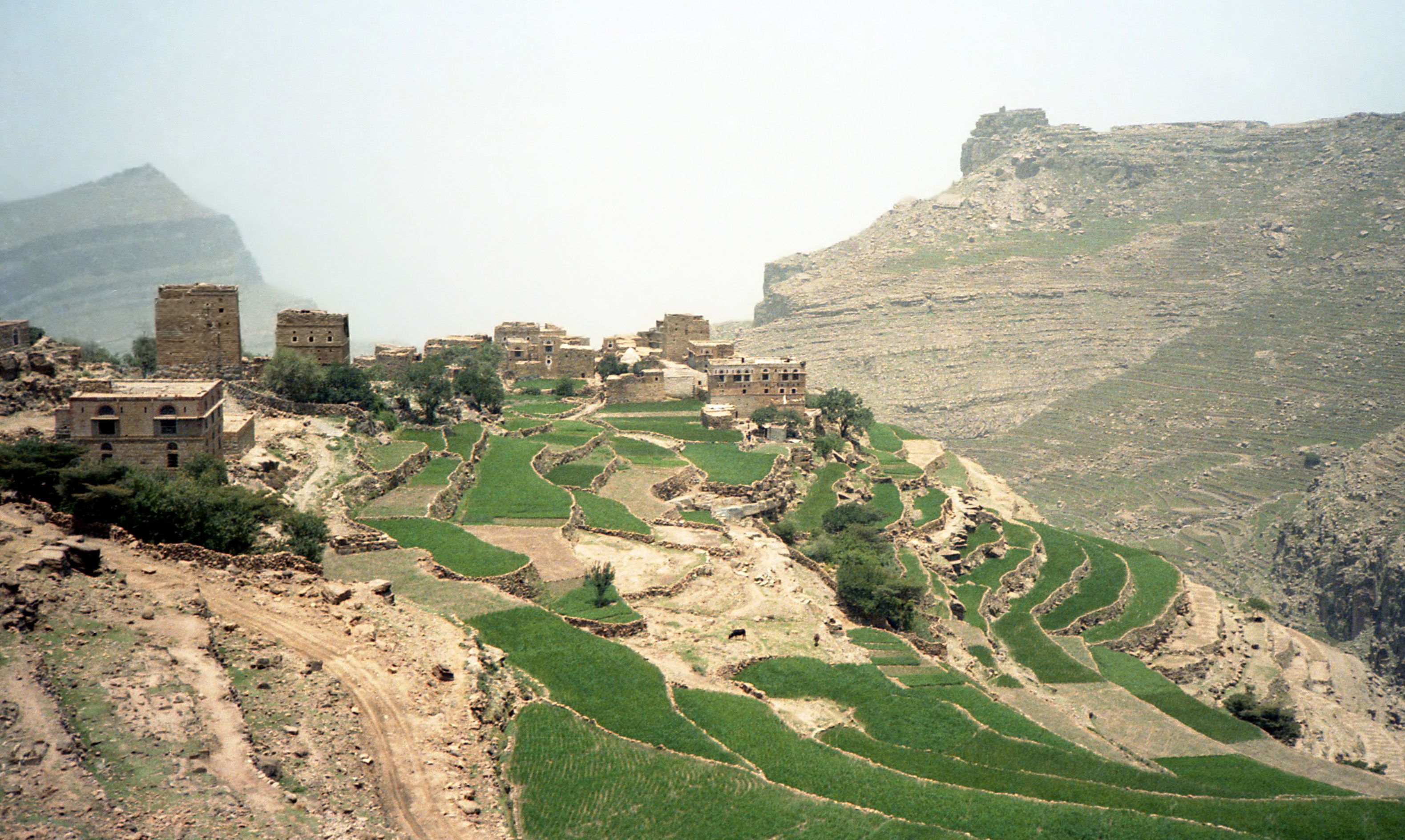
Zemědělské terasy

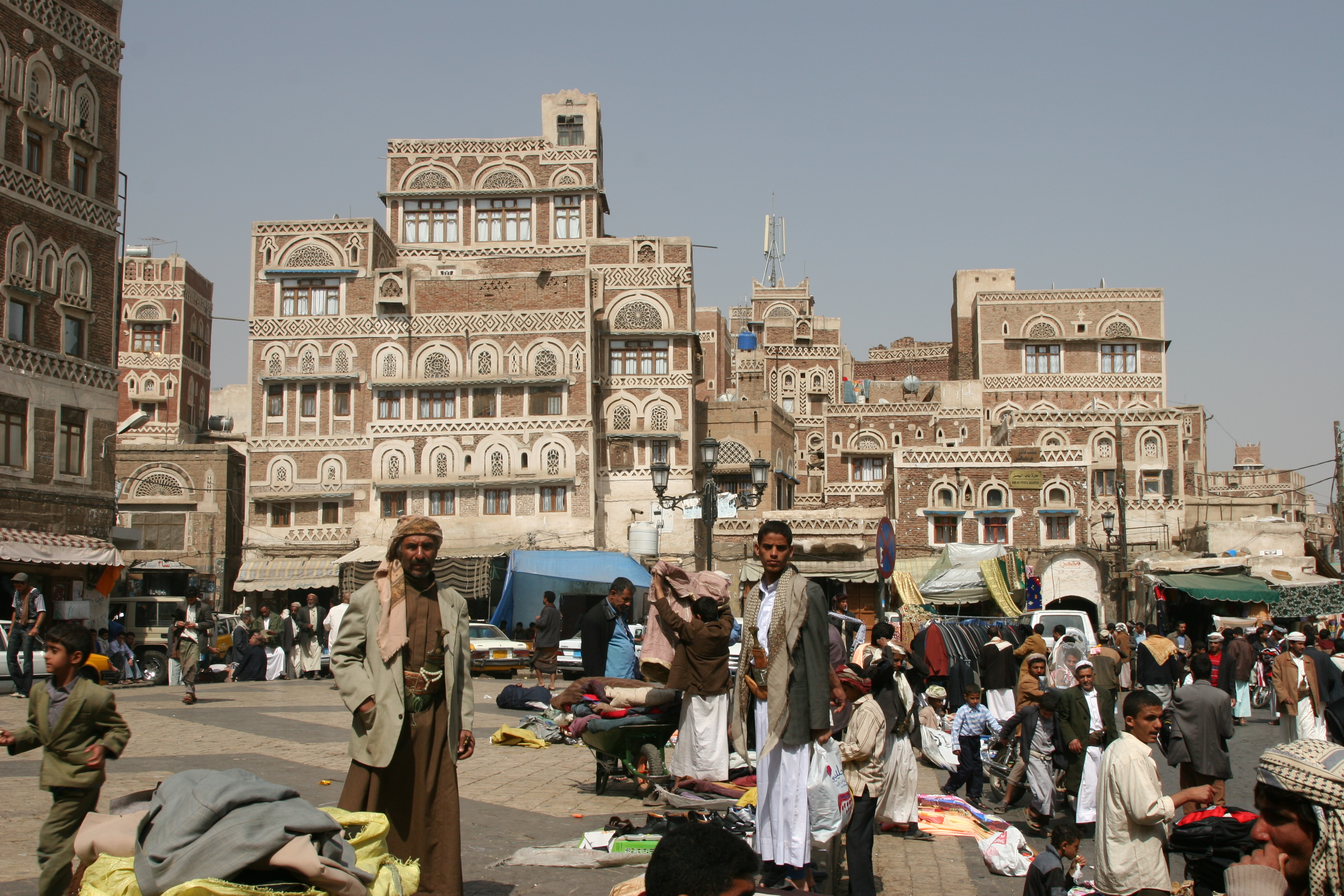
Trh ve starém městě Saná

Jemen patří k nejméně rozvinutým zemím. Polovina obyvatel je zaměstnána v zemědělství. Pěstuje se převážně pšenice, proso a brambory. Vývozním artiklem je hlavně káva, víno a bavlna. V 16. století se Jemen stal na světovém trhu předním vývozcem kávy, která se vyvážela z přístavu al-Mokka, a tím svět poznal výraz pro kávu "moka". Významným zdrojem obživy je tradiční rybolov. V 80. letech byla v oblasti objevena ropa, ale ropný průmysl se rozvíjí pouze v Adenu, kde se nacházejí velké ropné rafinérie. Dále se těží draselné soli a fosfáty. V zemi neexistuje železniční síť. Silnic s pevným povrchem je jen několik na západě země. Mezinárodní letiště je v hlavním městě Saná, v přístavu Aden a v Taizu. Sociální péče a školství jsou na velice nízké úrovni. Vzdělání je sice bezplatné, ale nedostupné velkému množství dětí žijících mimo města.
Jemen patříval k prioritním zemím české zahraniční rozvojové spolupráce. Pomoc se orientovala především na dva sektory – energetiku a vodohospodářství (pitná voda, čištění odpadních vod).

## Obyvatelstvo

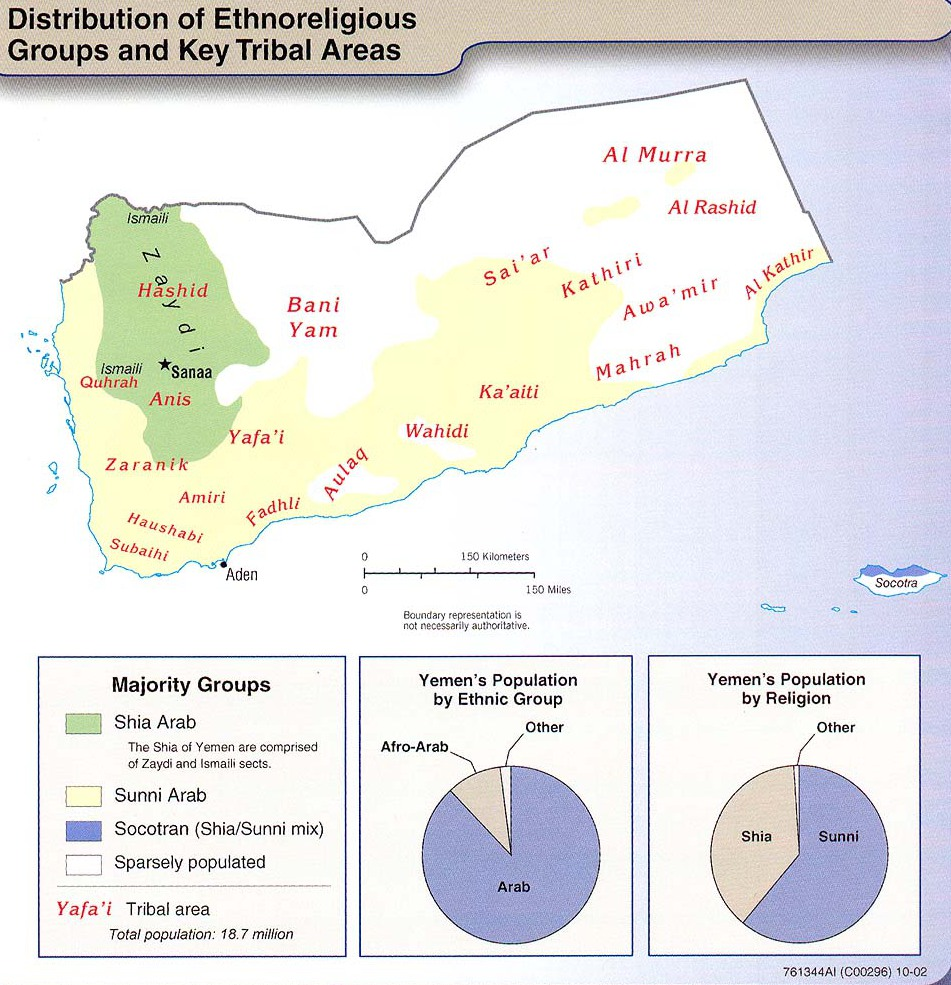
Jemenská kmenová území a ší'itské/sunntské regiony. Šíité převládají na západě (zeleně), zbytek Jemenu je převážně sunnitský.

Podle odhadů žilo v roce 2025 v Jemenu 41 385 529 46 % z nich má méně než 15 let a 3 % přes 65 let. V roce 1950 zde žilo 4,3 milionu obyvatel a dle odhadů jich v roce 2050 bude kolem 60 milionů. V žebříčku světové porodnosti je na 30. místě, kdy na jednu ženu připadá 4,45 dítěte. Rychle roste i populace samotného hlavního města Saná. V roce 1978 mělo okolo 55 000 obyvatel a na počátku 21. století jsou to téměř 2 miliony. Jemenská společnost je z velké části rozdělena do kmenů, v městských částech do kast. V severní hornaté části země existuje kolem 400 kmenů. Velmi početná je menšina Jemenců perského původu, která zde žije přes tisíc let. Žila zde i významná židovská komunita. V letech 1949–1950 bylo během operace Létající koberec z Jemenu přepraveno 47 000 jemenských Židů do Izraele. Dnes jich zde žije okolo 200. V jižní části země žije kolem 100 000 obyvatel indického původu. Asi 75 % obyvatel žije na venkově.

### Etnické skupiny
Naprostou většinu obyvatel tvoří muslimští Arabové. Nepočetnou menšinu tvoří přistěhovalci z Afriky (asi 1,2 %), Asie či Evropy. V roce 2007 zde asi 124 000 uprchlíků žádalo o azyl, mezi nimi přes 110 000 Somálců, 11 000 Iráčanů a 2000 Etiopanů. Až 1 milion Jemenců žije v Saúdské Arábii a 70 000–80 000 ve Velké Británii.

### Náboženství
| Náboženství v Jemenu | Náboženství v Jemenu | Náboženství v Jemenu | Náboženství v Jemenu | Náboženství v Jemenu |
| -------------------- | -------------------- | -------------------- | -------------------- | -------------------- |
|                      |                      |                      |                      |                      |
| Sunnitský islám      | Sunnitský islám      |                      | 56,36 %              | 56,36 %              |
| Zajdíja              | Zajdíja              |                      | 42,10 %              | 42,10 %              |
| Ismá'ílíja           | Ismá'ílíja           |                      | 1,51 %               | 1,51 %               |
| Salafíja             | Salafíja             |                      | 0,03 %               | 0,03 %               |
| Ostatní              | Ostatní              |                      | 0,01 %               | 0,01 %               |

Dle ústavy je islám státním náboženstvím. Zákony neumožňují muslimům konvertovat k jinému náboženství. Okolo 65 % obyvatel jsou sunnité a 35 % tvoří šíité. Sunnité jsou soustředěni převážně na jihu a jihovýchodě země. Kolem 1 % Jemenců nevyznává islám. Žije zde okolo 3000 křesťanů, židé, hinduisté nebo ateisté. V Adenu jsou tři katolické a jeden anglikánský kostel a hinduistický chrám. Na severu země je jedna synagoga.

## Kultura

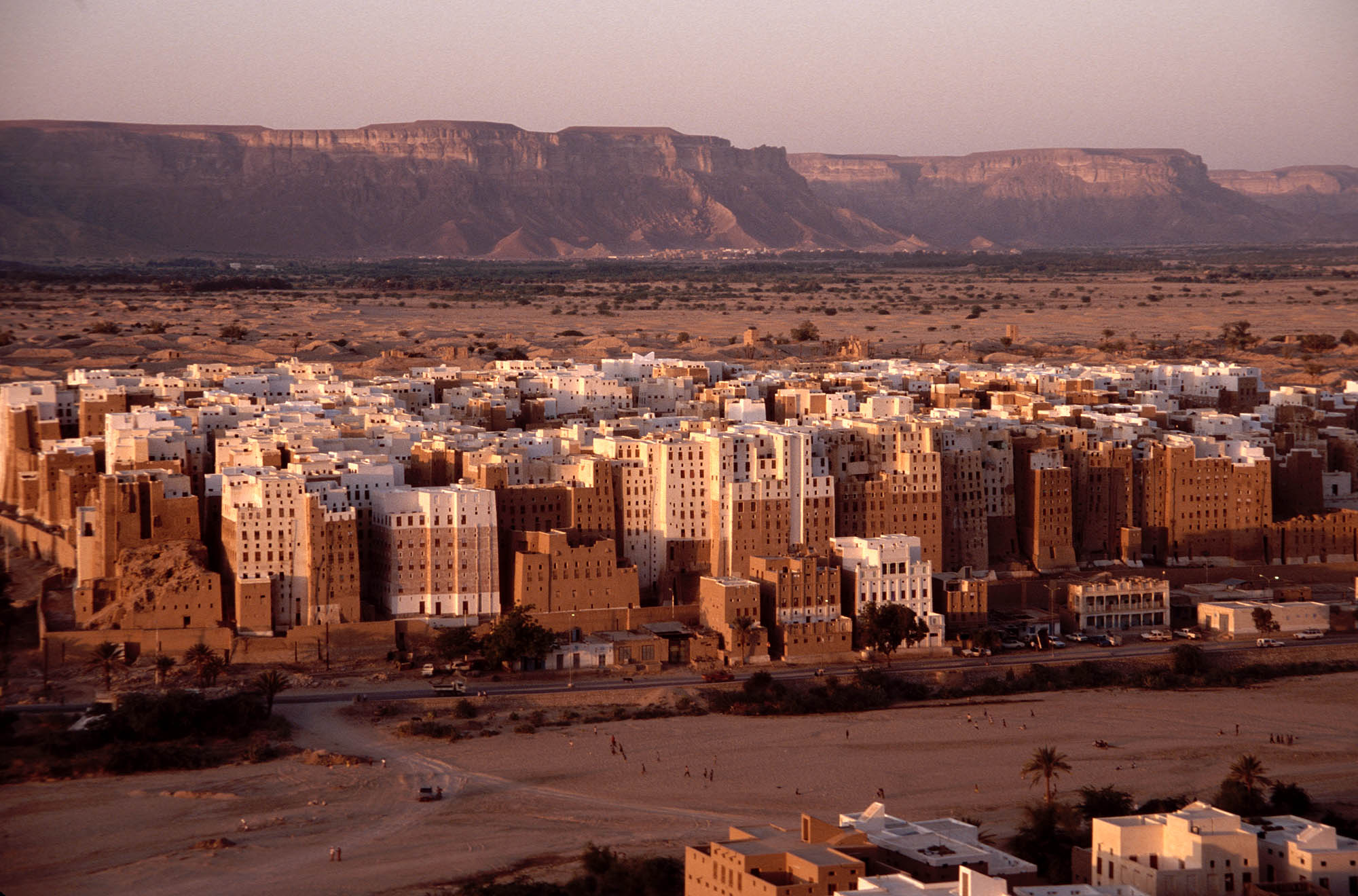
Hliněné domy v Šibámu

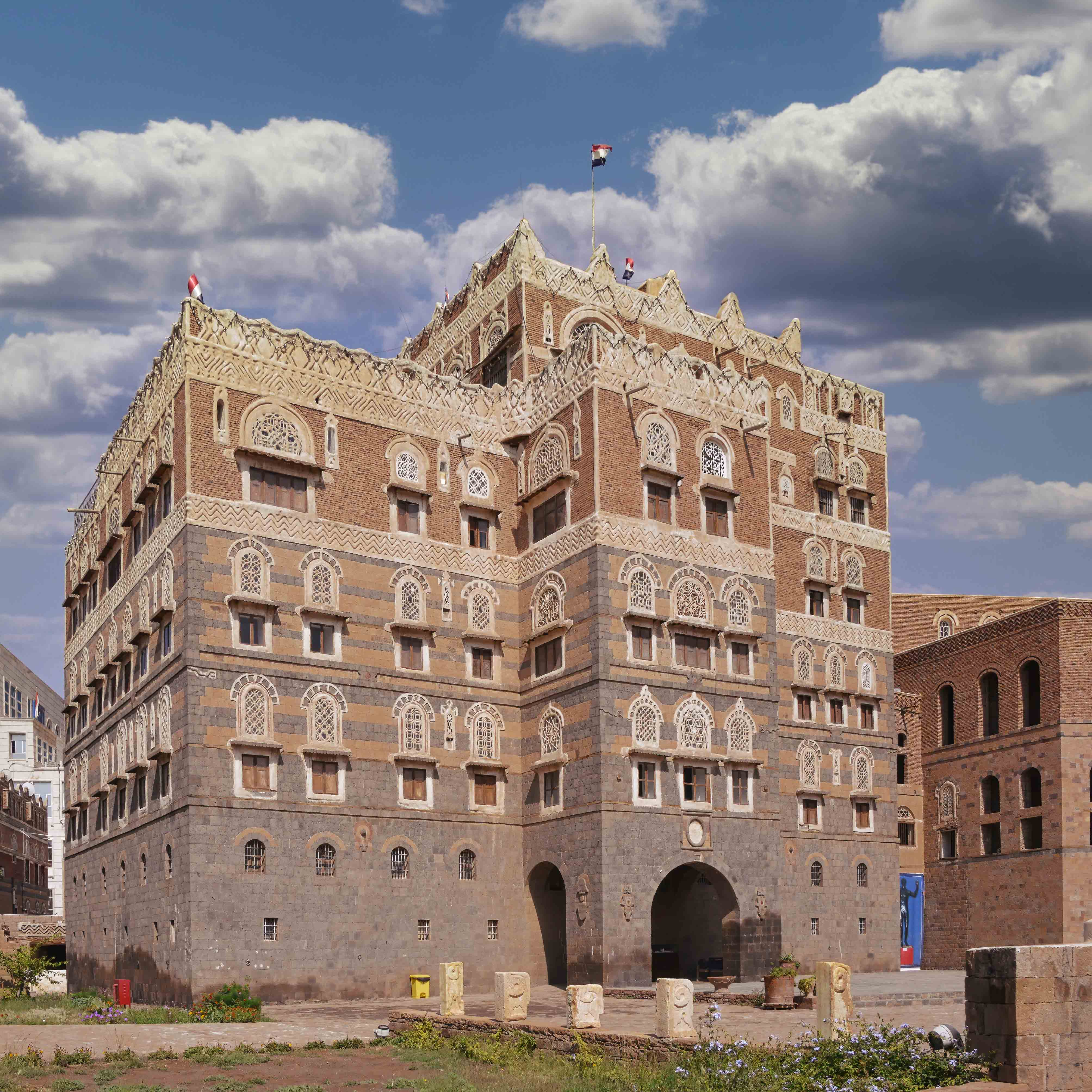
Jemenské národní muzeum v Saná

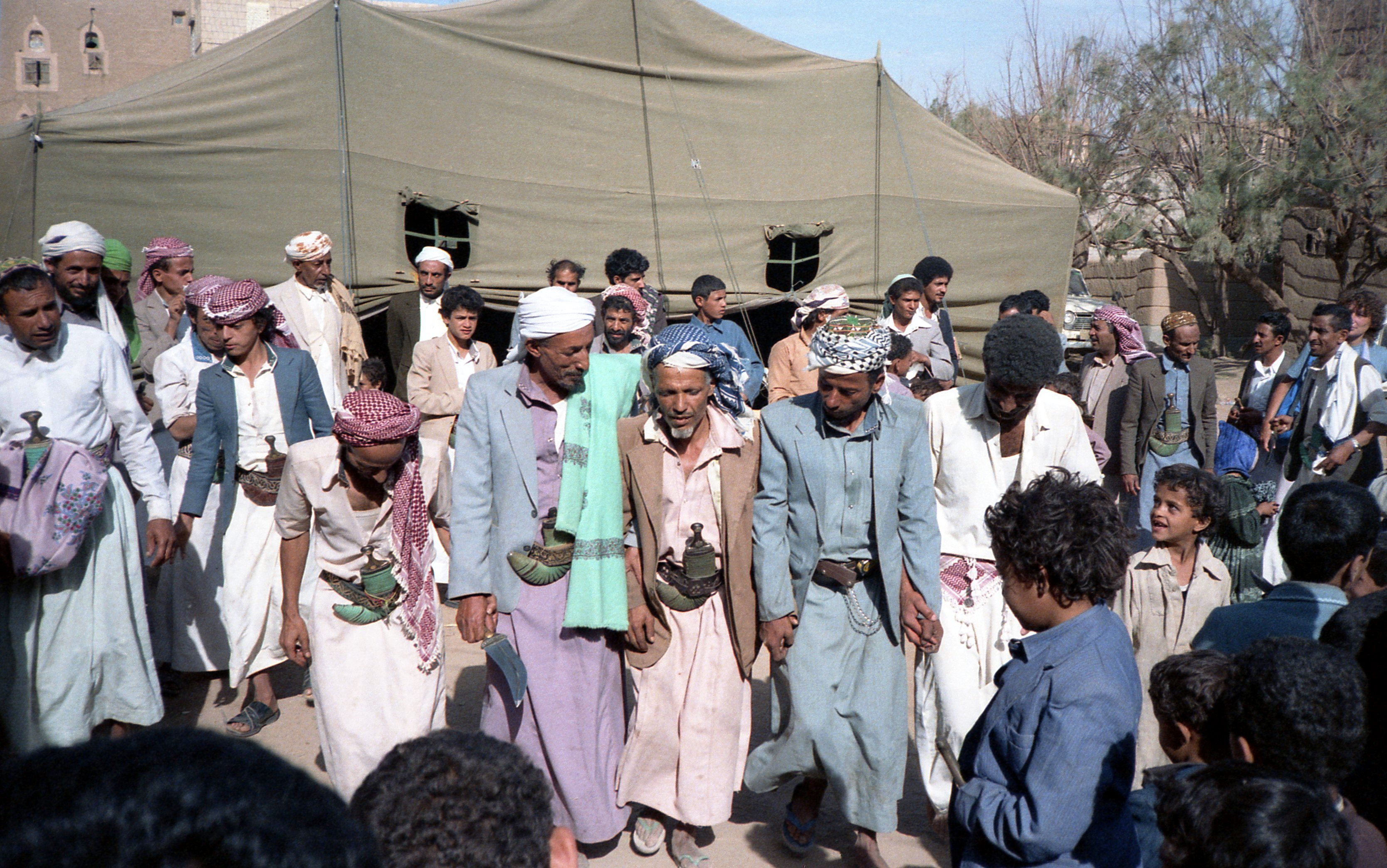
Tanec v Sa'adě v severozápadním Jemenu

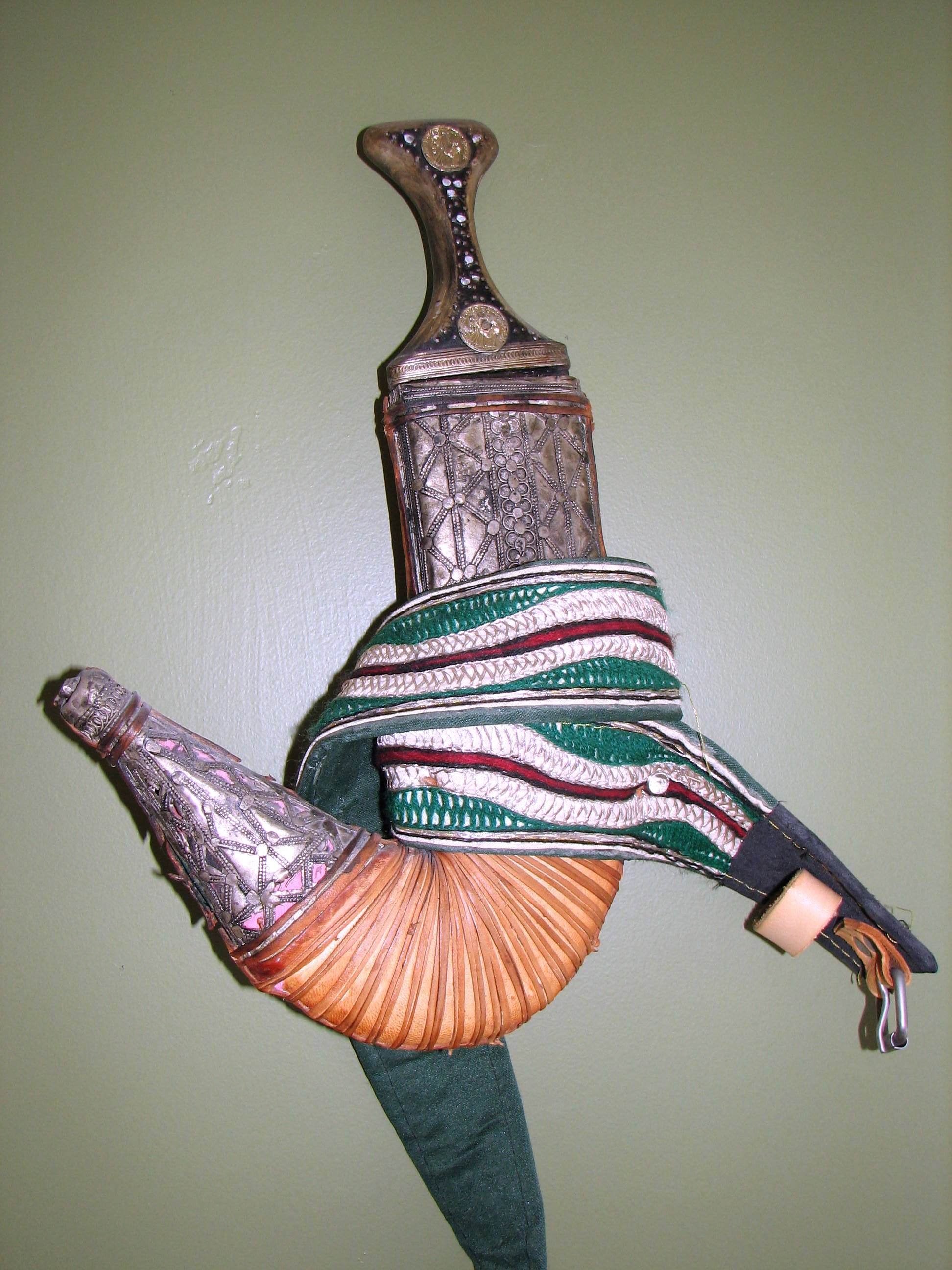
Tradiční jemenská dýka džanbíja v pouzdře

Jemen má starobylou kulturní historii. Díky své jedinečné geografické poloze má kulturu, která se velmi liší od jeho sousedů, a to jak historicky, tak kulturně.  
Jemenská architektura odráží místní stavební materiály. Ve vesnicích na severu jemenské části oblasti Tiháma jsou domy ze dřeva a slámy, ve městech z vápence a v jižní Tihamě ze dřeva a cihel. V horských oblastech se používá kámen; v poušti se využívají pálené i na slunci sušené hliněné cihly. Hliněné obytné domy v Šibamu jsou zapsány na seznamu světového dědictví UNESCO. Domy jsou tradičně rozděleny na mužskou a ženskou polovinu a je v nich málo nábytku. Na stěnách jsou umístěny polštáře a matrace na sezení a na noc se rozprostírají spací podložky, které se na den sklízejí. Podlaha je pokryta kobercem utkaným z palmových listů nebo kozí srsti, případně dovezeným ze zahraničí. Do silných stěn jsou vyřezány skříně a police pro uložení zboží.
Literatura zahrnuje jak lidovou literaturu, jako jsou tradiční písně, ústní vyprávění a poezie, tak díla moderních autorů, zejména poezii, beletrii, literaturu faktu a dramata. Podle Marka Wagnera, odborníka na arabskou literaturu, se „jemenští autoři v průběhu let zabývali celou řadou témat, včetně emigrace, exilu, rasismu, muslimsko-židovských vztahů a kulturního pluralismu.“ Za první román jemenského spisovatele je považována kniha Ahmada bin Abdulláha Al Sakkafa „Dívka z Garutu“ z roku 1927.
Jemenská hudba je v zahraničí známá především díky řadě panarabských populárních hvězd. V arabském světě je Jemen již dlouho kulturním centrem. Jemenskou státní hymnou je „Sjednocená republika“, kterou napsal Abdalláh „al-Fadhúl“ Abdul Waháb Noman. V roce 2003 prohlásilo UNESCO tradici poetických písní v Saná, nazývanou al-Ghina al-San'ani, za mistrovské dílo ústního a nehmotného dědictví lidstva.
Dlouhou a bohatou tradici má pro Jemen šperkařství. Černě zahalené ženy nosí pod svými oděvy stříbrné šperky, pro které jsou typické jantarové korálky, korálky z karneolu, tyrkysu, achátu aj. Jemenské stříbro je spojeno i s muži. Pro ně jsou typické zahnuté dýky – džánbíje, které nosí zavěšené na ozdobném pásku. Pro Jemen je typické spojení obchodu se šperkařstvím. Většina stříbrných šperků má svůj původ ve stříbrných mincích, jimiž se platilo podél obchodních cest a kadidlových stezek, kterými procházely velbloudí karavany.
Základem jemenské kuchyně je čirok, čočka a hrách. K tradiční snídani patří sladký čaj a chléb z čiroku, pšenice nebo ječmene. Obědem může být kaše podobná guláši ze semen pískavice s masem, vejci, zeleninou a kořením. Lehká večeře se může skládat ze zeleniny a nebo datlí. Islám ovlivňuje tradici stravování: alkohol a vepřové maso jsou zakázány a pro postní měsíc ramadán se připravují speciální sladké pochoutky.
Kultura pobřežního jižního Jemenu je tradičně liberálnější a náboženství zde hraje menší roli, zatímco v horských oblastech severního Jemenu převládá patriarchální, starosvětská kultura.
Ke každodennímu životu Jemenu patří lehce omamná rostlina kata. Po požití šťávy z katy se dostaví účinek podobný amfetaminu. Jemenci nosí tradiční kroje a odpoledne katu žvýkají. Její žvýkání je také součástí jemenské obchodní kultury pro podporu rozhodování, u níž se však nepředpokládá účast cizinců.